# 氢氧化铷
氫氧化銣（RbOH），一種強碱，較氫氧化鉀的鹼性強。它由銣離子和氫氧根離子按1：1的物质的量之比构成。
氫氧化銣具強腐蝕性，因此使用時應穿著適當的防護服、手套和安全眼鏡。

## 性質
氫氧化銣是具有強潮解性的灰白色固體，由銣離子和氫氧根離子組成。
氢氧化铷能和空氣中的二氧化碳反應，生成碳酸铷和水。
2RbOH + CO2 → Rb2CO3 + H2O

## 製備
氧化銣溶於水可生成氫氧化銣：
Rb2O + H2O → 2RbOH
硫酸銣和氫氧化鋇反應，生成硫酸鋇沉澱和氢氧化铷。過濾後為含氫氧化銣的母液，經蒸發、濃縮、結晶乾燥，得到氫氧化銣。
Rb2SO4 + Ba(OH)2 → 2RbOH + BaSO4↓ 

## 用途
氫氧化銣很少用於工業生產，因為价格昂贵而且主要用途可以由氫氧化鉀和氫氧化鈉來取代，後者既反應溫和且操作安全。
氫氧化銣主要用於科學研究，不過往往是小心使用，以免浪費昂貴的銣元素。

## 安全性
氫氧化銣具有強腐蝕性，接觸會被灼傷，因此必須慎重處理，使用時應穿著適當保護衣物。
實驗室中，防護服、手套和眼－臉部防護都必須是抗鹼材料，從而防止氫氧化銣在實驗中發生滲漏而腐蝕皮膚。
稀釋氫氧化銣必須小心地將少量的氫氧化物加入燒杯內的水中。此外，在化學實驗中操作這種化合物必須謹慎，因為該過程為放熱反應，需避免因釋放出大量的熱量而引起溶液的爆沸或損壞反應裝置。